# Atletiek op de Olympische Zomerspelen 2012 – 4×400 meter mannen
De 4×400 meter mannen op de Olympische Zomerspelen 2012 in Londen vond plaats op 9 augustus (series) en 10 augustus 2012 (finale). Regerend olympisch kampioen was tot dan toe de Verenigde Staten.

## Records
Voorafgaand aan het toernooi waren dit het wereldrecord en het olympisch record.
| Wereldrecord     | Verenigde Staten Andrew Valmon Quincy Watts Butch Reynolds Michael Johnson  | 2.54,29 | Stuttgart | 22 augustus 1993 |
| Olympisch record | Verenigde Staten LaShawn Merritt Angelo Taylor David Neville Jeremy Wariner | 2.55,39 | Peking    | 23 augustus 2008 |

## Uitslagen

### Halve finale
De eerste drie teams plaatsten zich voor de finale, evenals de twee tijdssnelsten.

#### Serie 1
| Rang | Baan | Land | Loper 1                        | Loper 2                   | Loper 3                   | Loper 4                        | Tijd    | Opmerkingen |
| ---- | ---- | ---- | ------------------------------ | ------------------------- | ------------------------- | ------------------------------ | ------- | ----------- |
| 1    | 1    | TRI  | Lalonde Gordon (44,9)          | Jarrin Solomon (44,8)     | Ade Alleyne-Forte (46,12) | Deon Lendore (44,49)           | 3.00,38 | Q, NR       |
| 2    | 2    | GBR  | Nigel Levine (45,9)            | Conrad Williams (45,1)    | Jack Green (44,42)        | Martyn Rooney (44,48)          | 3.00,38 | Q, SB       |
| 3    | 5    | CUB  | William Collazo (45,9)         | Raidel Acea (44,5)        | Orestes Rodriguez (45,19) | Omar Cisneros (44,89)          | 3.00,55 | Q           |
| 4    | 3    | BEL  | Nils Duerinck (47,1)           | Jonathan Borlée (44,1)    | Antoine Gillet (46,10)    | Kevin Borlée (44,25)           | 3.01,70 | q           |
| 5    | 8    | POL  | Piotr Wiaderek (46,2)          | Marcin Marciniszyn (45,3) | Michal Pietrzak (45,19)   | Kacper Kozłowski (46,13)       | 3.02,86 |             |
| 6    | 7    | GER  | Jonas Plass (46,3)             | Kamghe Gaba (45,7)        | Eric Kruger (45,47)       | Thomas Schneider (45,92)       | 3.03,50 |             |
| 9    | 4    | RSA  | Shaun de Jager (46,7)          | Ofentse Mogawane -        | Oscar Pistorius -         | Willem de Beer -               | DNF1    |             |
| 9    | 6    | KEN  | Boniface Ontuga Mweresa (45,9) | Vincent Mumo Kiilu (59,2) | Boniface Mucheru (47,79)  | Alphas Leken Kishoyian (48,02) | DSQ     |             |

1 Door een val van de tweede Keniaanse loper Vincent Mumo Kiilu was de tweede Zuid-Afrikaanse loper Ofentse Mogawane niet in staat om het stokje door te geven aan Oscar Pistorius, die de derde ronde moest lopen voor Zuid-Afrika. Na de wedstrijd heeft de jury besloten om Zuid-Afrika door te laten gaan naar de finale.

#### Serie 2
| Rang | Baan | Land | Loper 1                  | Loper 2                 | Loper 3                  | Loper 4                 | Tijd    | Opmerkingen |
| ---- | ---- | ---- | ------------------------ | ----------------------- | ------------------------ | ----------------------- | ------- | ----------- |
| 1    | 7    | BAH  | Ramon Miller (45,7)      | Demetrius Pinder (43,7) | Michael Mathieu (44,78)  | Chris Brown (44,58)     | 2.58,87 | Q, SB       |
| 2    | 2    | USA  | Manteo Mitchell (46,1) 1 | Joshua Mance (44,6)     | Tony McQuay (43,65)      | Bryshon Nellum (44,37)  | 2.58,87 | Q, SB       |
| 3    | 6    | RUS  | Maksim Dyldin (46,1)     | Denis Alekseyev (45,3)  | Vladimir Krasnov (45,38) | Pavel Trenikhin (45,17) | 3.02,01 | Q           |
| 4    | 4    | VEN  | Arturo Ramirez (45,8)    | Alberto Aguilar (45,7)  | Albert Bravo (45,59)     | Jose Melendez (45,46)   | 3.02,62 | q           |
| 5    | 3    | AUS  | Steven Solomon (45,6)    | Ben Offereins (46,3)    | Brendan Cole (45,58)     | John Steffensen (45,67) | 3.03,17 |             |
| 6    | 5    | JPN  | Kei Takase (46,4)        | Yuzo Kanemaru (45,1)    | Yoshihiro Azuma (46,54)  | Hiroyuki Nakano (45,73) | 3.03,86 |             |
| 9    | 8    | JAM  | Dane Hyatt (46,1)        | Riker Hylton (45,1)     | Jermaine Gonzales -      | Errol Nolan -           | DNF     |             |
| 9    | 1    | DOM  | Gustavo Cuesta (46,4)    | Félix Sánchez (44,8)    | Joel Mejia (46,88)       | Luguelín Santos (44,19) | DSQ     |             |

1 Manteo Mitchell, startloper van het Amerikaanse team, brak na 200 meter zijn linkerbeen. Hij wist desondanks de resterende 200 meter uit te lopen en het stokje succesvol door te geven, waardoor de VS zich alsnog kwalificeerden.

### Finale
| Rang   | Baan | Land | Loper 1         | Loper 2          | Loper 3           | Loper 4          | Tijd    | Opmerkingen |
| ------ | ---- | ---- | --------------- | ---------------- | ----------------- | ---------------- | ------- | ----------- |
| Goud   | 6    | BAH  | Ramon Miller    | Demetrius Pinder | Michael Mathieu   | Chris Brown      | 2.56,72 | NR          |
| Zilver | 7    | USA  | Bryshon Nellum  | Joshua Mance     | Tony McQuay       | Angelo Taylor    | 2.57,05 | SB          |
| Brons  | 4    | TRI  | Lalonde Gordon  | Jarrin Solomon   | Ade Alleyne-Forte | Deon Lendore     | 2.59,40 | NR          |
| 4      | 5    | GBR  | Conrad Williams | Jack Green       | David Greene      | Martyn Rooney    | 2.59,53 | SB          |
| 5      | 8    | BEL  | Kevin Borlée    | Antoine Gillet   | Jonathan Borlée   | Michaël Bultheel | 3.01,83 |             |
| 6      | 3    | VEN  | Arturo Ramirez  | Alberto Aguilar  | Albert Bravo      | Jose Melendez    | 3.02,18 |             |
| 7      | 1    | RSA  | Shaun de Jager  | Louis van Zyl    | Oscar Pistorius   | Willem de Beer   | 3.03,46 | SB          |
|        | 9    | CUB  | William Collazo | Raidel Acea      | Orestes Rodriguez | Omar Cisneros    | DNF     |             |
|        | 2    | RUS  | Maksim Dyldin   | Denis Alekseyev  | Vladimir Krasnov  | Pavel Trenikhin  | DSQ     |             |